# 養育費の算定基準
養育費の算定基準（よういくひのさんていきじゅん、英： child support guidelines 、独： Kindesunterhalt Leitlinie 、韓： 양육비의 산정 기준 ）とは、未成熟者（本稿では「子」という。）を扶養する法律上の義務を負う者（扶養義務者）が、子と別生計を営んでいるときに子を現に扶養している者又は子自身に対して支払うべき金銭（養育費）の標準的な額を計算する方法をいう。
「養育費」という制度自体は、近代的私法制度を有する法域で普遍的に認められる制度である（児童の権利に関する条約27条2項）。しかし、具体的な事案で扶養義務者が幾らの養育費を支払う義務を負うかについては、法令で特定の金額を指示せず、当事者の協議や権限を有する紛争処理機関の判断に委ねる立法例が多い。日本、韓国、中華民国、フランス、アメリカ合衆国カリフォルニア州、ドイツなどである。